# توکاخندان خالدار
توکاخندان خالدار (نام علمی: Ianthocincla ocellata) یک گونه پرنده از تیرهٔ توکایان خندان (Leiothrichidae) است که در بوتان، چین، هند، میانمار و نپال یافت می‌شود. زیستگاه طبیعی آن جنگل‌های کوهستانی نمناک نیمه‌گرمسیری یا گرمسیری است.
توکاخندان خالدار زمانی در سردهٔ Garrulax قرار داشت، اما پس از انتشار یک مطالعه جامع تبارزاییی مولکولی در سال ۲۰۱۸، به سردهٔ بازسازی‌شده Ianthocincla منتقل شد.